# Pandivirilia albifrons
Pandivirilia albifrons är en tvåvingeart som först beskrevs av Thomas Say 1829.  Pandivirilia albifrons ingår i släktet Pandivirilia och familjen stilettflugor. Inga underarter finns listade i Catalogue of Life.